# Sankt Prohor av Pčinjas kyrka, Peširovo
Sankt Prohor av Pčinjas kyrka (makedonska: Црква „Св. Прохор Пчински“; translitteration: Tsrkva ”Sv. Prohor Pčinski”) är en makedonisk-ortodox kyrkobyggnad belägen i byn Peširovo, i kommunen Sveti Nikole i den statistiska regionen Vardar, i östra Nordmakedonien.
Kyrkan är helgad åt helgonet Sankt Prohor av Pčinja och tillhör och tillhör Bregalnicas stift.

## Historik
Grundstenen för Sankt Prohor av Pčinjas kyrka i Peširovo lades den 18 november 2001.

## Bilder

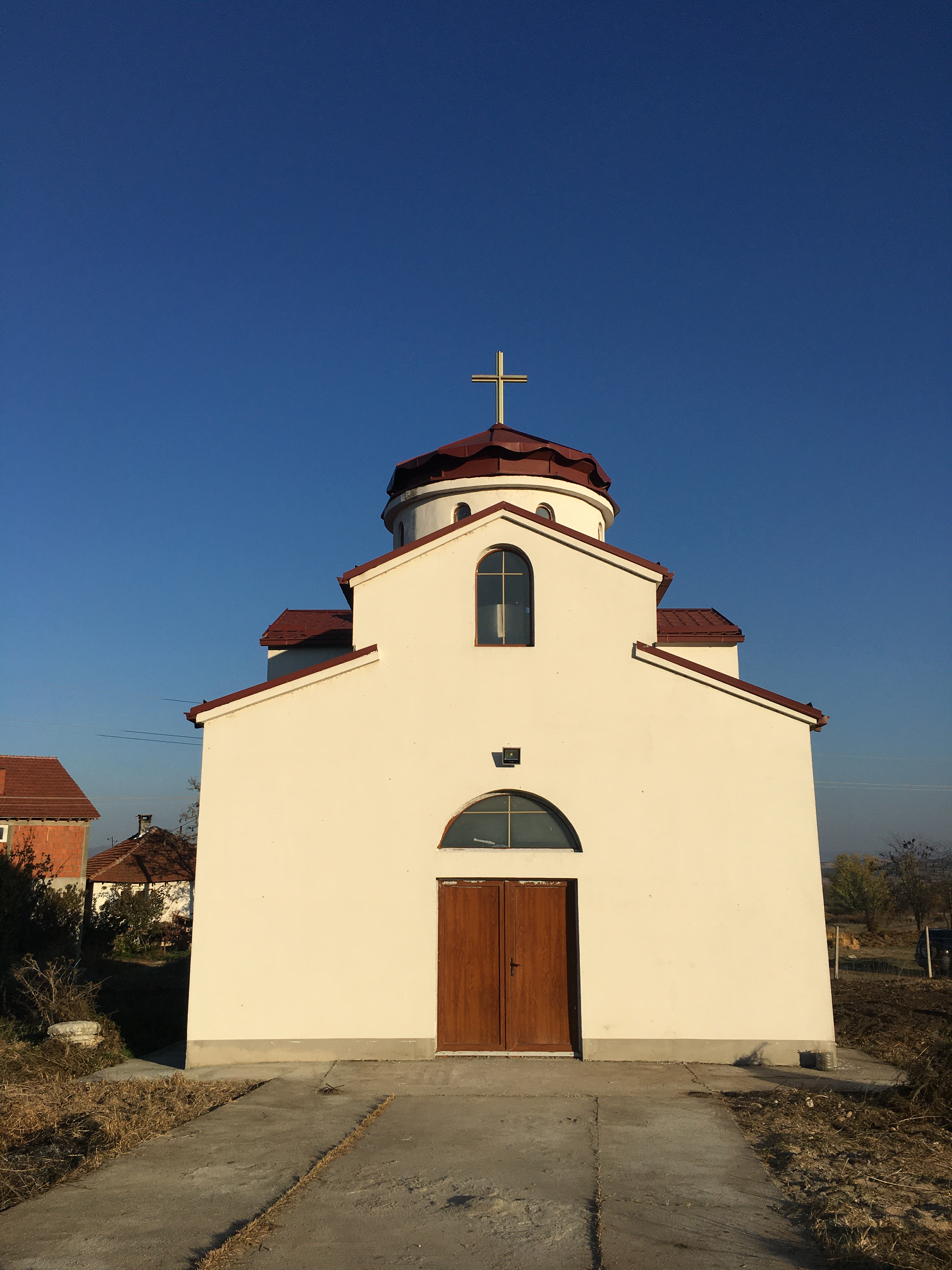
Entrén.
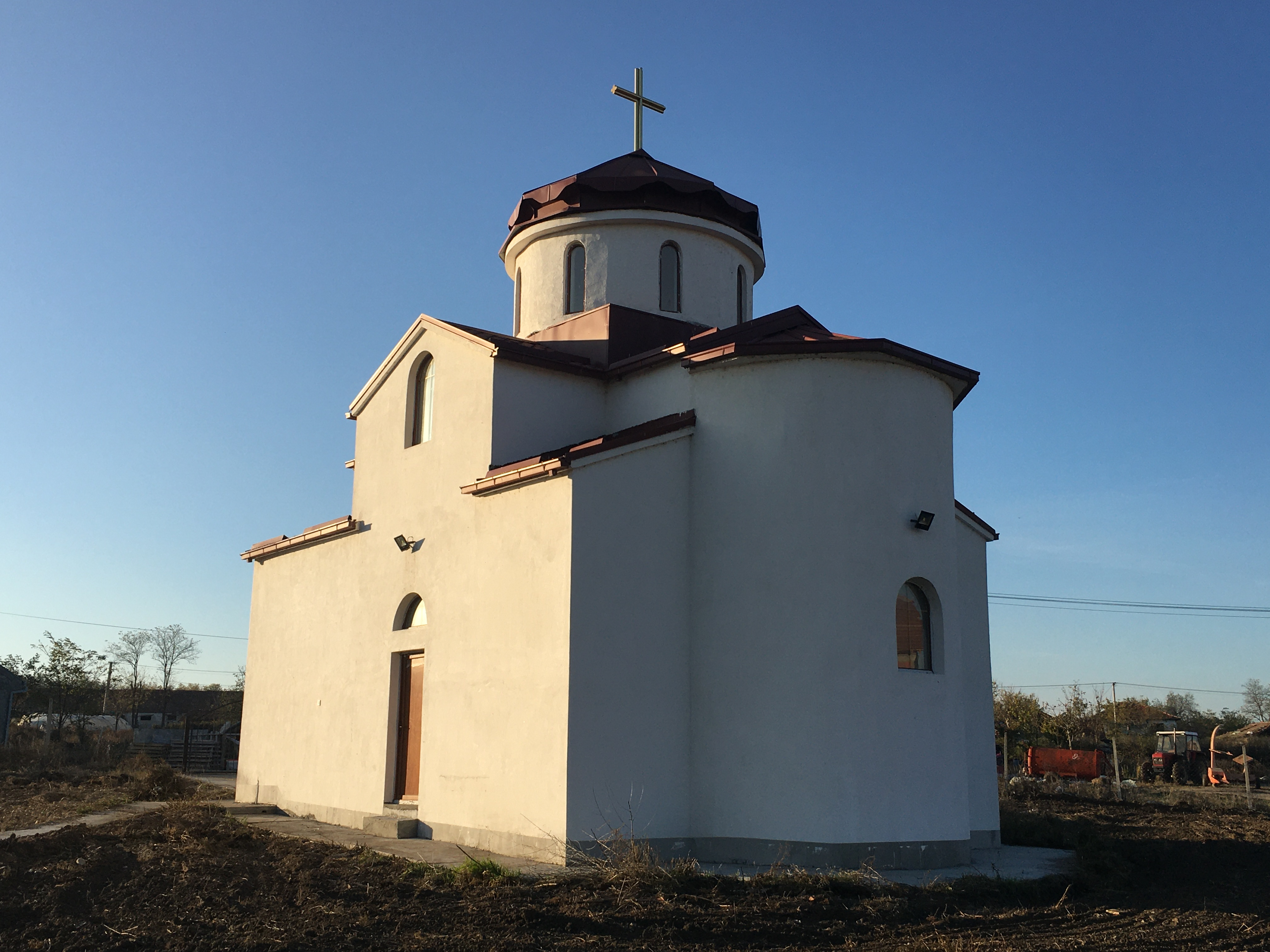
Absiden.